# Брузегин, Марцио
Ма́рцио Брузеги́н (итал. Marzio Bruseghin; род. 15 июня 1974, Конельяно, Италия) — итальянский профессиональный шоссейный велогонщик, выступающий за команду Team Movistar. Призёр общего зачёта Джиро д’Италия.

## Биография
Марцио Брузегин родился в Конельяно 15 июня 1974 года в крестьянской семье, однако отец и сестра Марцио на любительском уровне занимались велосипедным спортом и даже принимали участие в местных соревнованиях.
В юности Брузегин серьёзно занимался футболом и играл за местную команду на позиции центрального защитника. Но в 16 лет итальянец окончательно сделал свой выбор в пользу велоспорта.

### Первые профессиональные годы
В 1997 году Брузе подписал первый профессиональный контракт с малоизвестной командой Brescialat, за которую выступал на протяжении двух лет. В составе этой команды Марцио дебютировал на Джиро д’Италия в 1998 году и занял на этой гонке 80-е место.
В 1999 году Брузегин перебирается в Испанию, в команду Banesto. В составе этой команды итальянец выполняет в основном черновую рутинную работу «грегари», но зато стабильно принимает участие в таких крупных гонках как Джиро д’Италия и Тур де Франс. Уже в те годы Марцио проявил себя как хороший мастер индивидуальных гонок с раздельным стартом.

### Итальянский период в карьере
В 2003 году Брузегин возвращается на Родину и подписывает контракт со знаменитой командой Fassa Bortolo. Навыки раздельного старта делают его незаменимым участником спринтерского поезда, направленного на поддержку Алессандро Петакки. В эти гонки ещё больше обрисовался раздельщичкий талант Брузе: например на Чемпионате мира 2004 года, который проходил в Вероне Марцио занял высокое шестое место, обойдя многих специалистов индивидуального хода. А в 2005 году Брузегин показал перспективный результат с точки зрения борьбы за победу в трехнедельных гонках: на Джиро он вошёл в десятку сильнейших, став девятым и отстав на 11 минут от Паоло Савольделли.
2006 год Брузе встретил в составе новой команды — Lampre. В этой команде ему была предоставлена большая свобода действий и уже в первый год Марцио одержал громкую победу — стал чемпионом Италии в гонке с раздельным стартом, вырвав всего 15 секунд в упорной борьбе с Марко Пинотти. На Джиро 2006 года Брузе был 25-м, а на французском Туре 19-м.
В следующем году Брузегин выиграл свой первый этап на Джиро — двенадцатикилометровую разделку, а в общем зачете финишировал на восьмой позиции. Защитить звание чемпиона страны в гонке с интервальным стартом Марцио не смог, став только восьмым.
2008 год стал самым успешным в карьере Брузе. На Джиро Марцио был капитаном команды и благодаря отличным разделкам (одну из которых он выиграл) смог подняться на подиум трехнедельной гонки, замкнув тройку призёров. Тур де Франс итальянец завершил 24-м, а на первой в карьере Вуэльте замкнул десятку сильнейших, показав очень стабильные результаты на протяжении всего сезона.
В 2009 году Марцио не смог защитить третье место на Джиро, финишировав восьмым, а на французском Туре и вовсе стал лишь 95-м.

### Возвращение в Испанию
В 2010 году Брузегин оказался в команде, из которой ушёл 7 лет назад — в Caisse d’Epargne. Самой удачной гонкой для Марцио оказалась Вуэльта, но из-за тяжелого падения на одном из этапов бороться за высокое место итальянец не смог и стал лишь 21-м.
В 2011 году Брузе планировал принять участие в Джиро и Туре де Франс, но его фамилия фигурировала в одном из многочисленных допинговых разбирательств, что не позволило ему принять участие в этих гонках. Поэтому единственной крупной гонкой 2011 года для него стала Вуэльта, на которой он показал ряд хороших результатов несмотря на недостаток соревновательной практики.

## Личная жизнь
Свободное от соревнований и тренировок время Марцио проводит на своей ферме, где занимается виноделием. В 2007 он презентовал первые литры вина, которое получило поэтичное название «Аметц» что в переводе с баскского языка значит « мечта». В 2008 Марцио с гордостью представил своё достижение как официальный производитель — 12 тысяч бутылок «сухого» вина (Brut) с крепостью 10-12°.
Но помимо виноделия Брузегин на своей ферме содержит целое стадо ослов, состоящее из 24 голов. Благодаря его пристрастию к этим животным члены фан-клуба Марцио часто выходят поддержать своего любимца в шапках с ослиными ушами, которые придумала невеста итальянца — Алессия.